# Emico III van Nassau-Hadamar
Emico III van Nassau-Hadamar († na 21 juni 1394), Duits: Emich III. Graf von Nassau-Hadamar, was graaf van Nassau-Hadamar, een deel van het graafschap Nassau. Wegens regeringsongeschiktheid stond hij zijn gehele regeerperiode onder regentschap. Hij stamt uit de Ottoonse Linie van het Huis Nassau.

## Biografie

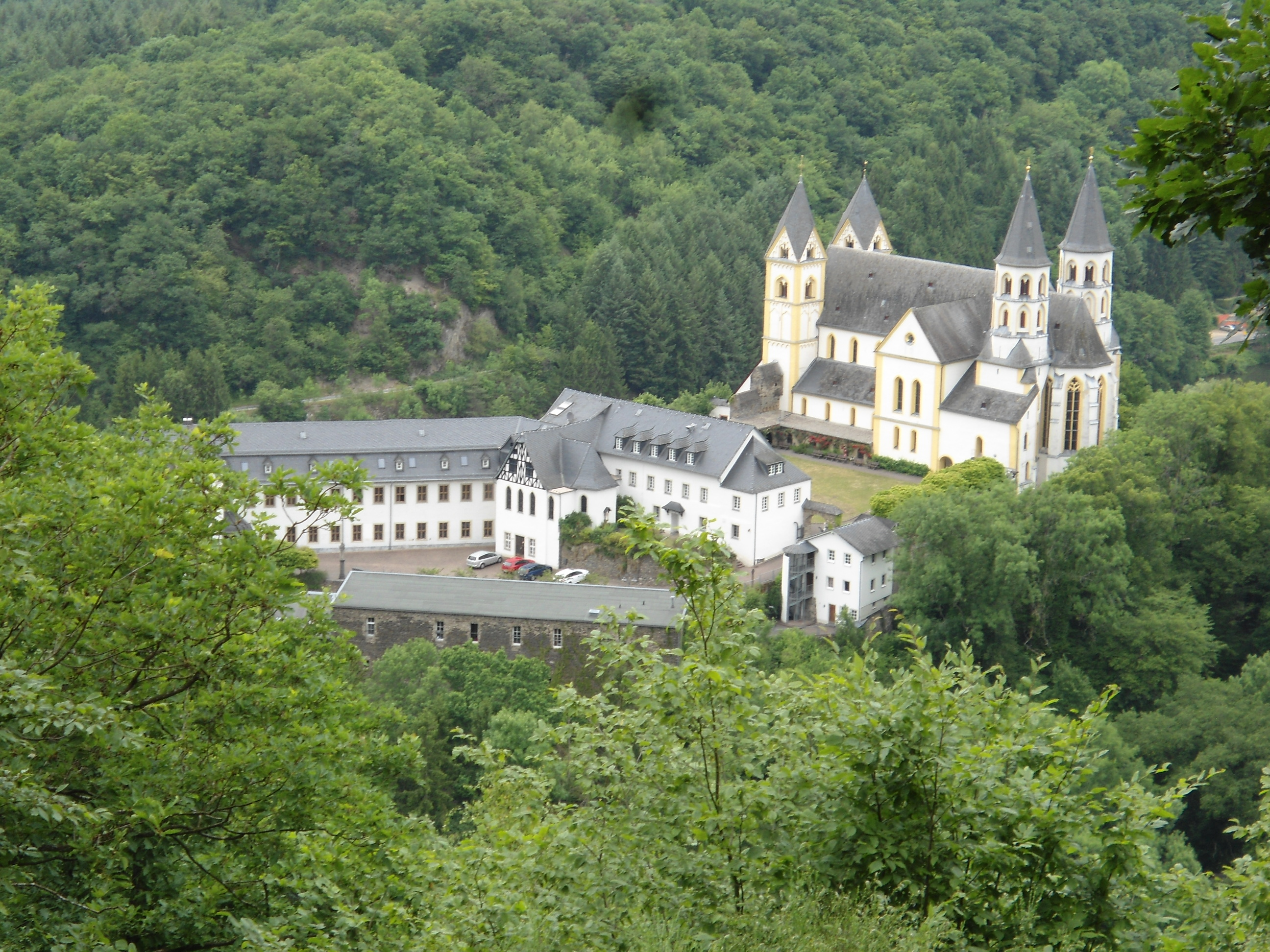
Klooster Arnstein

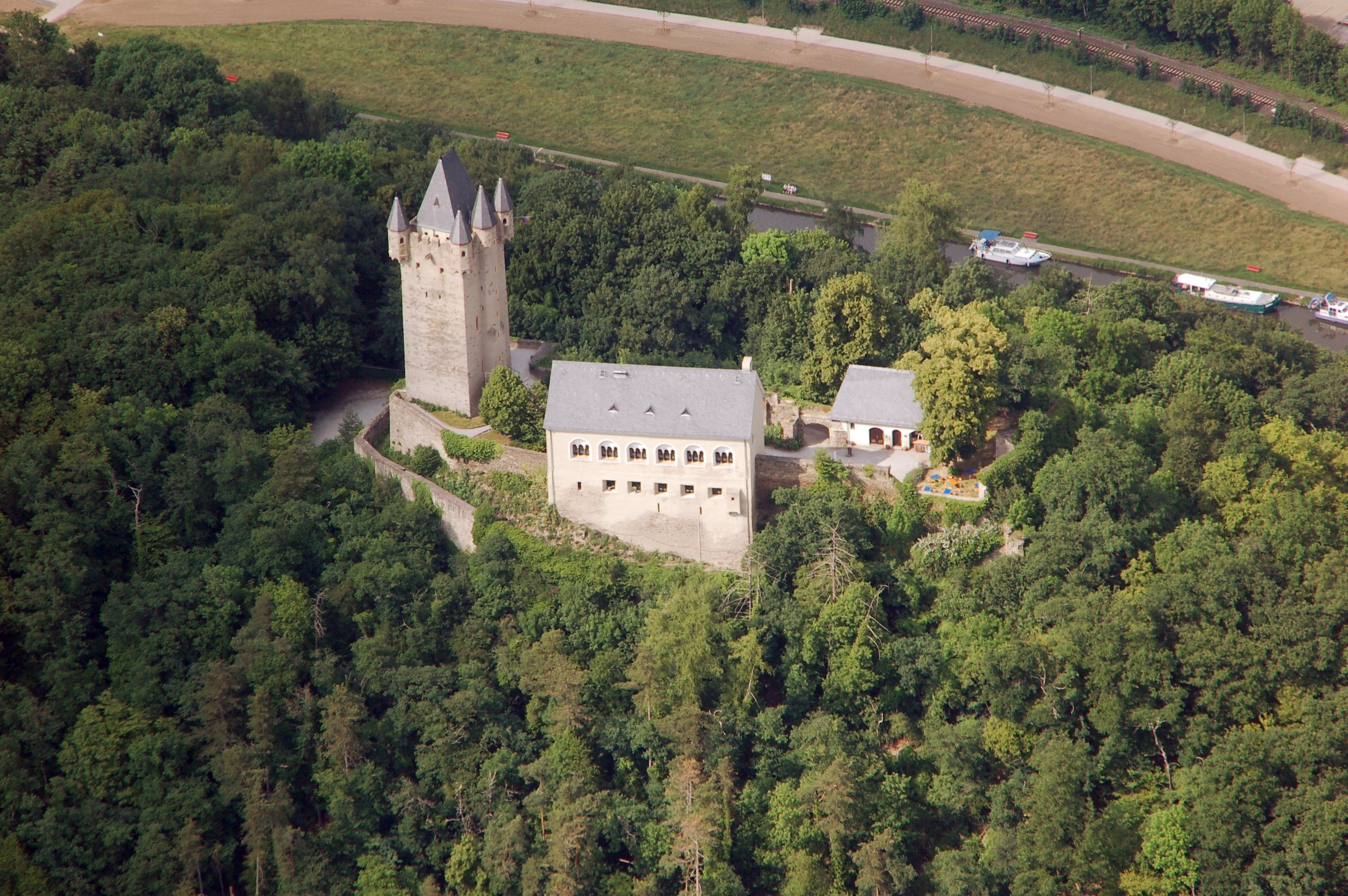
De Burcht Nassau

Emico was de vijfde en jongste zoon van graaf Johan van Nassau-Hadamar en Elisabeth van Waldeck, dochter van graaf Hendrik IV van Waldeck en Adelheid van Kleef.
Emico had reeds tijdens het leven van zijn vader aan enkele regeringszaken deelgenomen, en ook na het overlijden van zijn vader nam hij – in ieder geval formeel – met zijn oudere broer Hendrik deel aan de regering van het graafschap Nassau-Hadamar. Toen Hendrik enkele jaren later kinderloos overleed, was Emico de enig overgebleven zoon en wettige opvolger. Hij was echter zwakzinnig en werd daarom als ongeschikt voor de regering beschouwd. Direct na het overlijden van Hendrik begon de Nassau-Hadamarse Successiestrijd. Zijn verwanten brachten Emico onder in Klooster Arnstein, terwijl zij met landgraaf Hendrik II van Hessen om zijn erfenis streden.
Emico's zwager, Rupert van Nassau-Sonnenberg, gehuwd met Emico's zuster Anna, werd zijn voogd en nam de regering in Nassau-Hadamar over. Tegelijkertijd maakte echter ook Emico's achterneef Johan I van Nassau-Siegen, de senior van de Ottoonse Linie, erfaanspraken op Nassau-Hadamar. Uiterlijk in 1371 kwam het tot een openlijke breuk tussen Rupert en Johan. Tijdens de daaropvolgende veertien jaar bestreden beiden elkaar in jarenlange vetes, die slechts tweemaal (in 1374 en 1382) na door derden bemiddelde kortdurende overeenkomsten onderbroken werden. Tussen 1372 en 1374 werd de stad Nassau zo zwaar verwoest dat die voor enige tijd opgegeven werd. Een op 22 juni 1385 door bemiddeling van de Rijnlandse Stedenbond tot stand gekomen overeenkomst, die de overeenkomsten van 1374 en 1382 in alle wezenlijke zaken bekrachtigde, hield een tijdlang stand. Na het overlijden van Rupert op 4 september 1390 begon de strijd opnieuw. Ruperts weduwe Anna hertrouwde vóór 11 januari 1391 met graaf Diederik VIII van Katzenelnbogen, en deze maakte direct aanspraak op Nassau-Hadamar. De strijd tussen Johan I van Nassau-Siegen en Diederik VIII van Katzenelnbogen sleepte zich tot 1408 voort.
Emico zelf behield van zijn vaderlijke erfenis slechts zijn aandeel van de Burcht Nassau en een jaarlijkse apanage. De laatste schijnt niet zeer overvloedig geweest te zijn want in de op 21 juni 1394 tussen Diederik VIII van Katzenelnbogen en Johan I van Nassau-Siegen gesloten overeenkomst verplichtte Johan zich voor Emico's onderhoud te zorgen zolang deze in Nassau was. Johan legde bij deze gelegenheid in een oorkonde ook vast dat hij Nassau-Hadamar, met alle toebehoren, in naam van Emico bezat, dat hij Emico als graaf van Nassau erkende en hem in Nassau-Hadamar zou laten huldigen.

Wanneer Emico overleed, is niet bekend. Hij wordt voor de laatste maal in de bovengenoemde overeenkomst van 21 juni 1394 in een oorkonde vermeld. Met Emico stierf het Huis Nassau-Hadamar in mannelijke lijn uit.

## Voorouders
| Voorouders van Emico III van Nassau-Hadamar | Voorouders van Emico III van Nassau-Hadamar                                                               | Voorouders van Emico III van Nassau-Hadamar                                          | Voorouders van Emico III van Nassau-Hadamar                                          | Voorouders van Emico III van Nassau-Hadamar                                          | Voorouders van Emico III van Nassau-Hadamar                                          | Voorouders van Emico III van Nassau-Hadamar                                                      | Voorouders van Emico III van Nassau-Hadamar                                                  | Voorouders van Emico III van Nassau-Hadamar                                                  |
| ------------------------------------------- | --- | ------------------------------------------------------------------------------------ | ------------------------------------------------------------------------------------ | ------------------------------------------------------------------------------------ | ------------------------------------------------------------------------------------ | ------------------------------------------------------------------------------------------------ | -------------------------------------------------------------------------------------------- | -------------------------------------------------------------------------------------------- |
| Betovergrootouders                          | Hendrik II ‘de Rijke’ van Nassau (ca. 1180–1247/50) ⚭ vóór 1215 Machteld van Gelre en Zutphen (?–na 1247) | Emico IV van Leiningen (?–1276/79) ⚭ Elisabeth (?–1263)                              | Koenraad I van Neurenberg (?–1260/61) ⚭ Clementia (?–?)                              | Albrecht I van Saksen (?–1260) ⚭ 1247/48 Helena van Brunswijk-Lüneburg (1223–1273)   | Hendrik III van Waldeck (?–1267) ⚭ Mechtild van Arnsberg (?–na 1298)                 | Hendrik I ‘het Kind’ van Hessen (1244–1308) ⚭ vóór 1263 Adelheid van Brunswijk-Lüneburg (?–1274) | Diederik V van Kleef (ca. 1226–1275) ⚭ 1255 Aleidis van Heinsberg (?–na 1303)                | Otto II ‘de Lamme’ van Gelre en Zutphen (?–1271) ⚭ 1252/54 Filippa van Dammartin (?–1277/81) |
| Overgrootouders                             | Otto I van Nassau (?–1289/90) ⚭ vóór 1270 Agnes van Leiningen (?–na 1299)                                 | Otto I van Nassau (?–1289/90) ⚭ vóór 1270 Agnes van Leiningen (?–na 1299)            | Frederik III van Neurenberg (?–1297) ⚭ vóór 1278 Helena van Saksen (?–1309)          | Frederik III van Neurenberg (?–1297) ⚭ vóór 1278 Helena van Saksen (?–1309)          | Otto I van Waldeck (?–1305) ⚭ vóór 1276 Sophia van Hessen (?–na 1331)                | Otto I van Waldeck (?–1305) ⚭ vóór 1276 Sophia van Hessen (?–na 1331)                            | Diederik VI van Kleef (1256/57–1305) ⚭ vóór 1279 Margaretha van Gelre en Zutphen (?–1282/87) | Diederik VI van Kleef (1256/57–1305) ⚭ vóór 1279 Margaretha van Gelre en Zutphen (?–1282/87) |
| Grootouders                                 | Emico I van Nassau-Hadamar (?–1334) ⚭ vóór 1297 Anna van Neurenberg (?–1355/57)                           | Emico I van Nassau-Hadamar (?–1334) ⚭ vóór 1297 Anna van Neurenberg (?–1355/57)      | Emico I van Nassau-Hadamar (?–1334) ⚭ vóór 1297 Anna van Neurenberg (?–1355/57)      | Emico I van Nassau-Hadamar (?–1334) ⚭ vóór 1297 Anna van Neurenberg (?–1355/57)      | Hendrik IV van Waldeck (?–1348) ⚭ 1306 Adelheid van Kleef (?–na 1320)                | Hendrik IV van Waldeck (?–1348) ⚭ 1306 Adelheid van Kleef (?–na 1320)                            | Hendrik IV van Waldeck (?–1348) ⚭ 1306 Adelheid van Kleef (?–na 1320)                        | Hendrik IV van Waldeck (?–1348) ⚭ 1306 Adelheid van Kleef (?–na 1320)                        |
| Ouders                                      | Johan van Nassau-Hadamar (?–1364/65) ⚭ vóór 1331 Elisabeth van Waldeck (?–vóór 1385)                      | Johan van Nassau-Hadamar (?–1364/65) ⚭ vóór 1331 Elisabeth van Waldeck (?–vóór 1385) | Johan van Nassau-Hadamar (?–1364/65) ⚭ vóór 1331 Elisabeth van Waldeck (?–vóór 1385) | Johan van Nassau-Hadamar (?–1364/65) ⚭ vóór 1331 Elisabeth van Waldeck (?–vóór 1385) | Johan van Nassau-Hadamar (?–1364/65) ⚭ vóór 1331 Elisabeth van Waldeck (?–vóór 1385) | Johan van Nassau-Hadamar (?–1364/65) ⚭ vóór 1331 Elisabeth van Waldeck (?–vóór 1385)             | Johan van Nassau-Hadamar (?–1364/65) ⚭ vóór 1331 Elisabeth van Waldeck (?–vóór 1385)         | Johan van Nassau-Hadamar (?–1364/65) ⚭ vóór 1331 Elisabeth van Waldeck (?–vóór 1385)         |